# 1731 w polityce

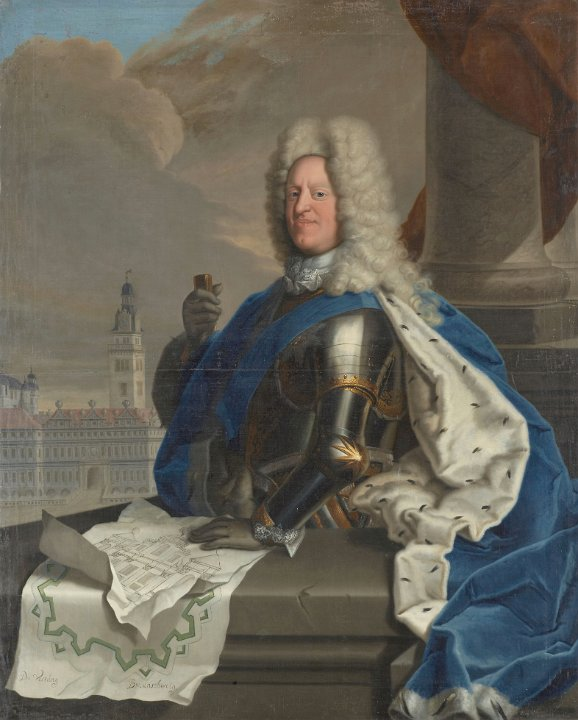
August Wilhelm

Wydarzenia polityczne w 1731 roku.

## Wydarzenia
- Wiedeń, zawarcie austriacko-angielskiego traktatu sojuszniczego[1].

## Urodzili się
- 1 września Ove Høegh-Guldberg, duński polityk[2].

## Zmarli
- 3 marca Albert Ernest II, książę Oettingen[3].
- 23 marca August Wilhelm, książę Brunszwiku-Lüneburg[4].